# (119068) 2001 KC77
(119068) 2001 KC77 ali  (119068) 2001 KC 77 je resonančni čezneptunski asteroid, ki je v resonanci 2 : 5 z Neptunom. Nahaja se v razpršenem disku.

## Odkritje
Odkril ga je Marc W. Buie  23. maja 2001. Asteroid še nima uradnega imena.

## Lastnosti
Asteroid (119068) 2001 KC 77 ima v premeru okoli 201km, njegova tirnica pa je nagnjena proti ekliptiki 12,9 °.  